# Fehérváry Jenő
Fehérváry Jenő (Iváncsa, 1887. június 26. – Budapest, Erzsébetváros, 1964. február 16.) jogtanító, aranydiplomás jogtudós.

## Életútja
Fehérváry József magántisztviselő és Tóth Mária fiaként született. 1913-tól jogi szigorlatokra és vizsgákra előkészítő magánszemináriumot tartott fenn Budapesten. Halálát agyi verőér rögös elzáródása okozta.
Felesége Reisner Margit volt, Reisner Móric és Rosenfeld Mária lánya, akivel 1919. február 18-án kötött házasságot Budapesten, a Józsefvárosban.

## Művei
- Végrehajtási kiskáté kérdés-feleletekben, különös tekintettel az egységes bírói és ügyvédi vizsga követelményeire. 2. kiadás. (F. Jogi Kiskátéi. 1.) Budapest (ny. Pécs), 1925. (3. kiad. Budapest, 1927 [1928])
- Csődkáté. 3. kiad. (Budapest, 6.) Budapest, (ny. Cegléd), 1927. (4. kiad. A magyar csődjog és a csődön kívüli kényszeregyezségi eljárás c. Budapest [ny. Győr], 1932; 5. kiad. A magyar csődjog vázlata c. Budapest, 1936; 6. kiad. Budapest, 1941; 7. kiad. Budapest, 1948)
- Magyar telekkönyvi jog vezérfonala. 4. kiad. Budapest, (ny. Győr), 1932. (5. kiad. Magyar telekkönyvi jog vázlata c. Budapest, 1936; 7. javított kiadás. Budapest, 1947)
- Magyar kereskedelmi jog rendszere. Budapest, (ny. Győr), 1933. (Pótlások az 1933/4: évekből. Budapest. [ny. Győr], 1934 [1935]; 2. átdolgozott és bővített kiadás. Budapest, 1936; 3. átdolgozott és bővített kiadás. Budapest, 1941; 4. kiad. Budapest, 1944).
- Magyar váltó- és csekkjog. Budapest, (ny. Győr), 1934 [1933]. (2. kiad. Budapest [ny. Győr], 1937; 3. javított és bővített kiadás. Budapest. [ny. Nagyvárad] 1942; 4. javított kiadás. Budapest, 1948).
- Magyar polg. végrehajtási jog rendszere. 5. kiadás. Budapest. (ny. Győr), 1935. (6. javított, kiad. és némileg összevont kiadás. Budapest, 1941; 7. kiadás. Budapest, 1947).
- Magánjog kistükre. 6. átdolgozott kiadás, Budapest, 1936. (7. javított kiadás. Budapest, 1941; 8. javított és bővített kiad. Budapest, 1942).
- Döntvénytan. Budapest, 1937. (Kőnyomás).
- Büntetőjogi újdonságok. Budapest, 1941. (Soksz.)
- Megtámadás csődön kívül. 1. A csődön kívüli meg támadás egységes szemlélete. Budapest, 1944.
- A magyar családjog és munkajog fejlődése és egyéb magánjogi újdonságok 1944 óta
- Hiteljogi újdonságok 1945-től. Budapest, [1948] (Soksz.)
- Polg. eljárási jogunk újdonságai 1945 óta. Budapest, [1949] (Soksz.)